# Giovanni di Pietro
Pour les articles homonymes, voir Di Pietro et Spagna (homonymie).
Giovanni di Pietro dit Lo Spagna (Espagne, c.1450 – Spolète, 1528), est un peintre de la Renaissance qui fut actif en Italie centrale.

## Biographie
Venu d'Espagne, et après Raphaël, lo Spagna suivit les enseignements du Pérugin à Florence et vers 1470 il est actif à Pérouse et en Ombrie à  Assise, Campello sul Clitunno, Castel Ritaldi, Gavelli, Scheggino, Trevi, Visso. Il est enregistré à Pérouse en 1504, à Todi en 1507 et près de Macerata en 1508-1510.

Vers 1512, il s'installa à Spolète dont il devint citoyen en 1516, et l'année suivante il est nommé Capitano delle Arti dei Pittori e degli Orefici. Il y créa un important atelier, spécialisé dans la production de retables pour les églises des alentours et épousa la noble Santina Martorelli.
En 1528, il meurt à Spolète probablement de la peste. Une cérémonie fut organisée en son honneur dans la cathédrale en 1532.
Son successeur Jacopo Siculo épousa sa fille.

## Œuvres
En Ombrie
- fresque de l'abside de la Chiesa di S. Giovanni Battista, Eggi  frazione de Spolète.
- Chapelle Sainte Catherine, près de la Basilique Saint-François d'Assise.
- Fresques du Transitus, Basilique Sainte-Marie-des-Anges d'Assise.
- Annonciation, Natività, fresques, Complesso monastico dei Barnabiti, La Bianca frazione  de Campello sul Clitunno.
- Pinacoteca Civica, Terni.
- Chiesa del paese, Umbriano.

Dans le reste de l'Italie
- Vierge à l'Enfant avec des saints,  Epifania, Musée du Vatican, Rome.
- Transport du Christ au sépulcre, fresque de la chapelle San Francesco, Chiesa della Madonna delle Lacrime, Trevi.
- Sainte Catherine d'Alexandrie, Museo Poldi Pezzoli, Milan.

Dans le monde
- Extase de sainte Marie Madeleine, tempera sur papier posé sur panneau de hêtre, 35 × 27 cm, The Wallace Collection, Londres.
- Sainte famille et saints, Hood Museum of Art, New Hampshire

- National Gallery, Londres :
  -  Le Christ à Gethsémani,
  -  Le Christ portant sa Croix,
  -  Le Christ couronné d'épines,
  -  Le Christ à Gethsémani (distinct du premier tableau),

- Musée du Louvre, Paris :
  - La Naissance de la Vierge,
  -  La Nativité,

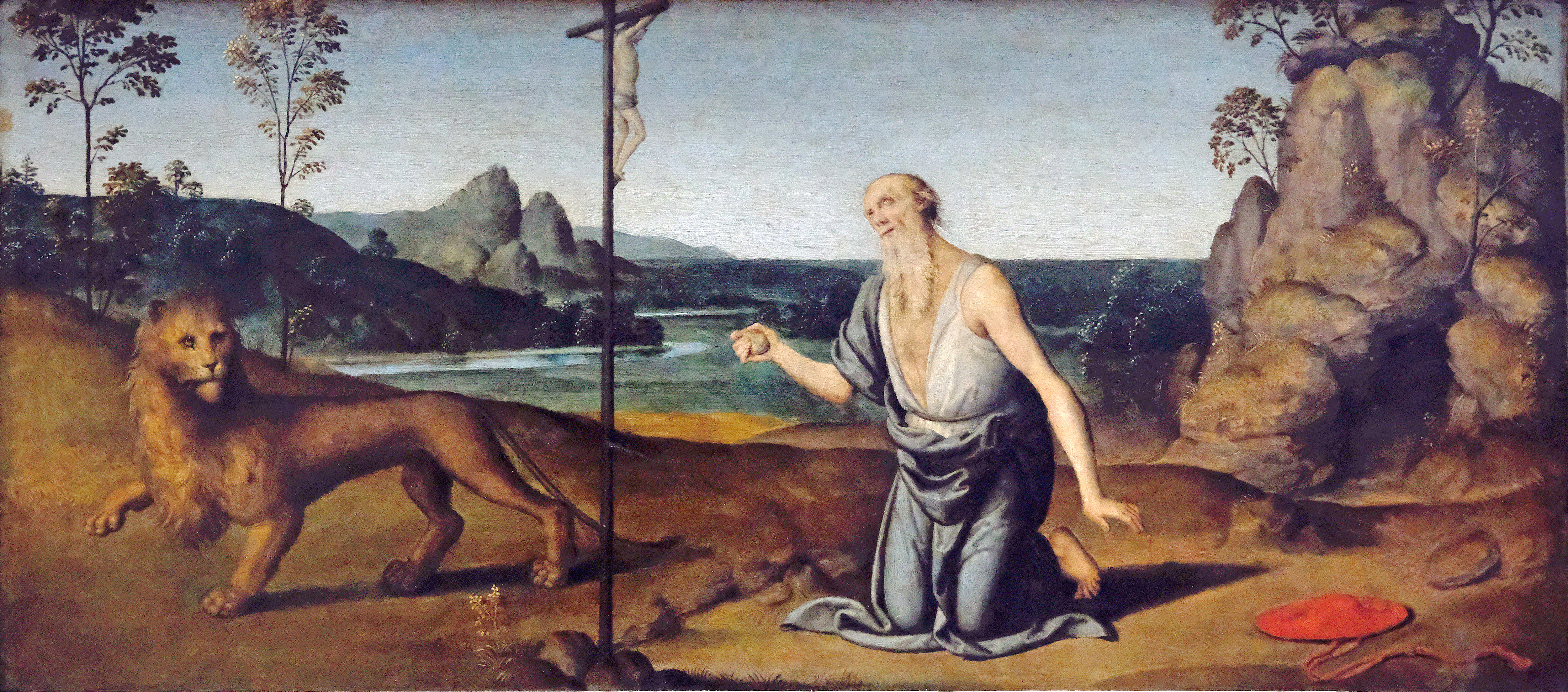
Saint Jérôme dans le désert.

  -  La Vierge à l'Enfant, en dépôt au Musée de Tessé
  -  Cristo morto sorretto dalla santa Vergine e da San Giovanni,
  -  Saint François recevant les stigmates,
  -  Saint Jérôme dans le désert.
  - Divers dessins

## Sources
- (it) Cet article est partiellement ou en totalité issu de l’article de Wikipédia en italien intitulé « Lo Spagna » (voir la liste des auteurs).